# Katholische Pfarrkirche Großpetersdorf

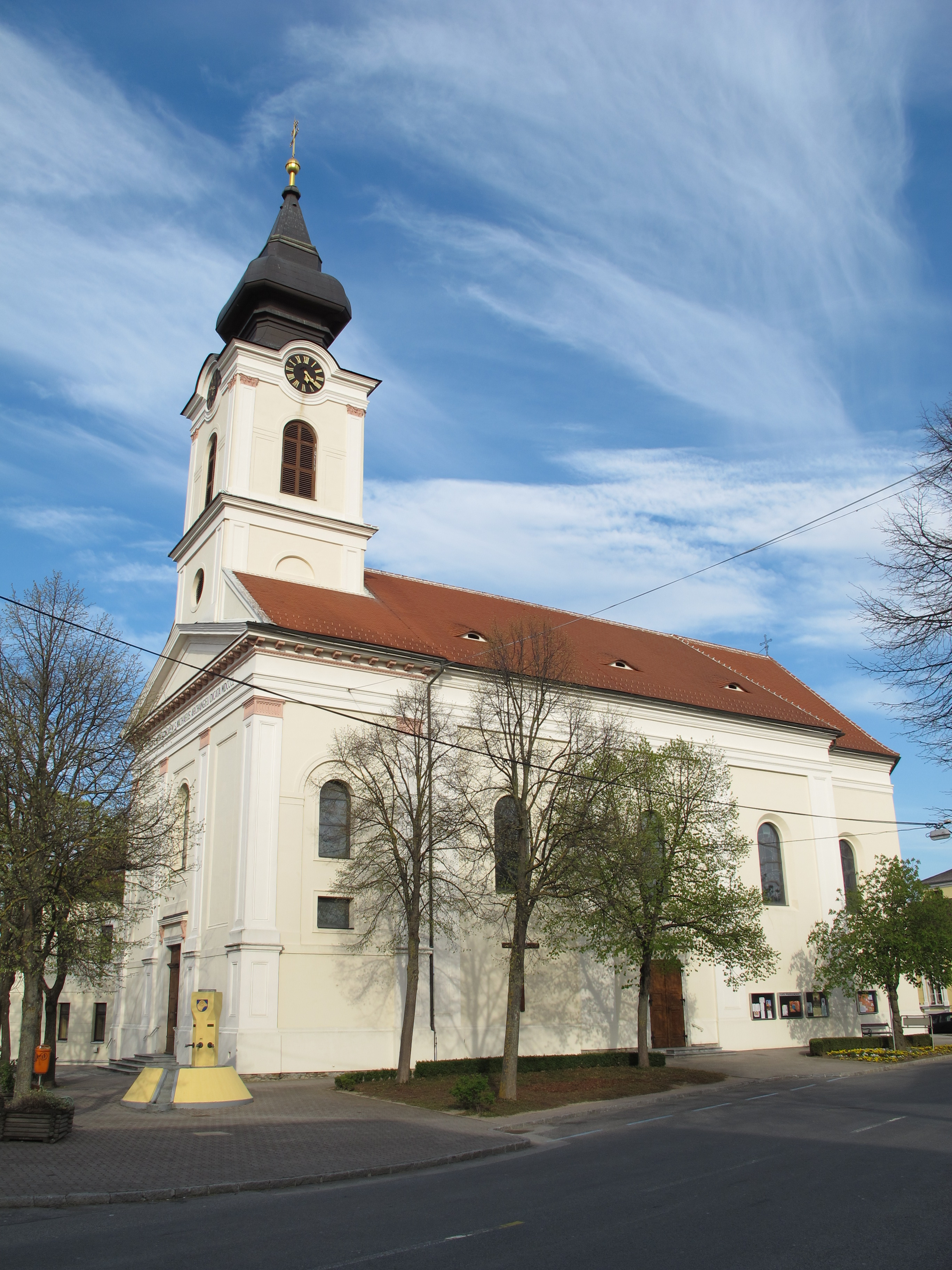
Katholische Pfarrkirche hl. Michael in Großpetersdorf

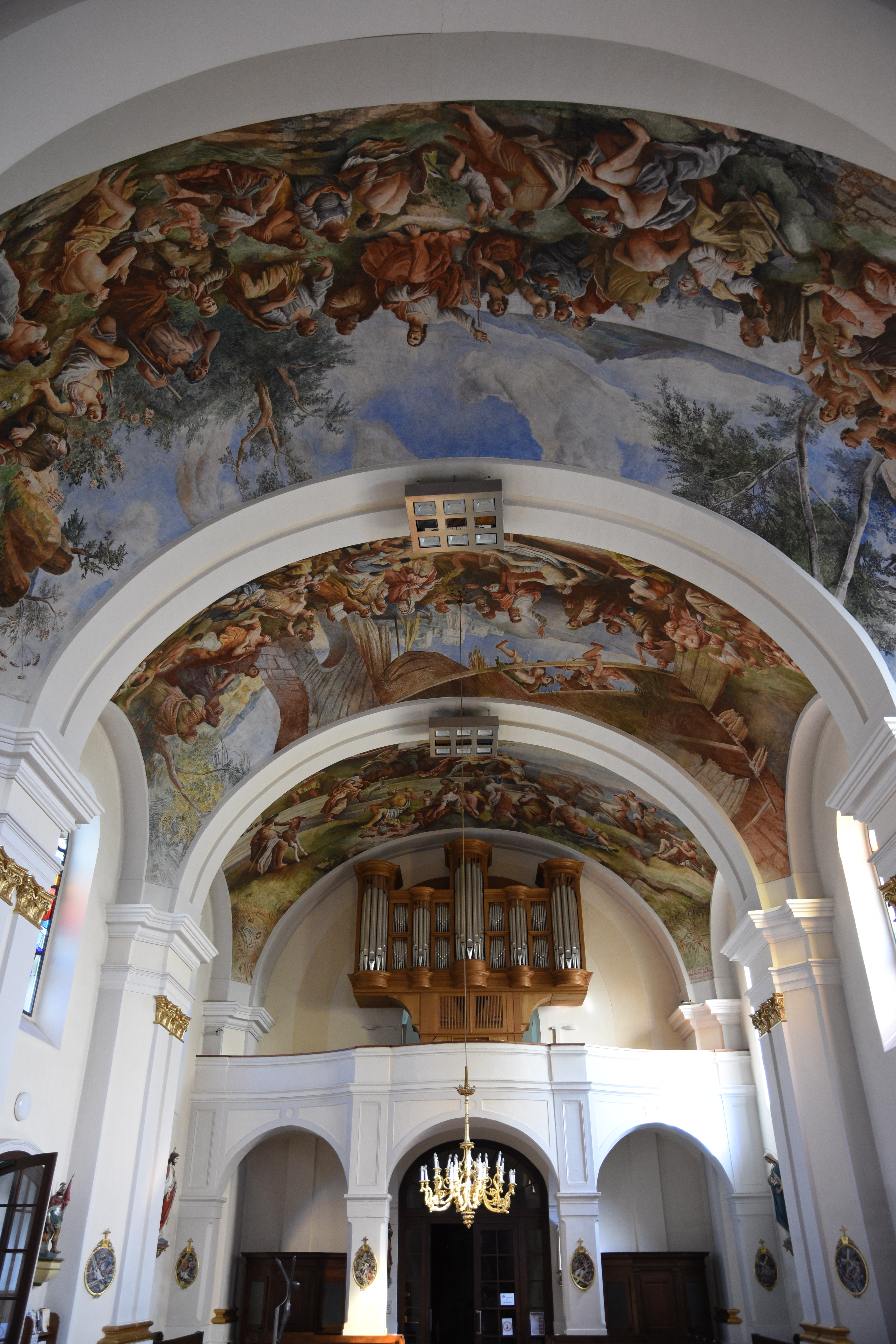
Im Langhaus zur Orgelempore

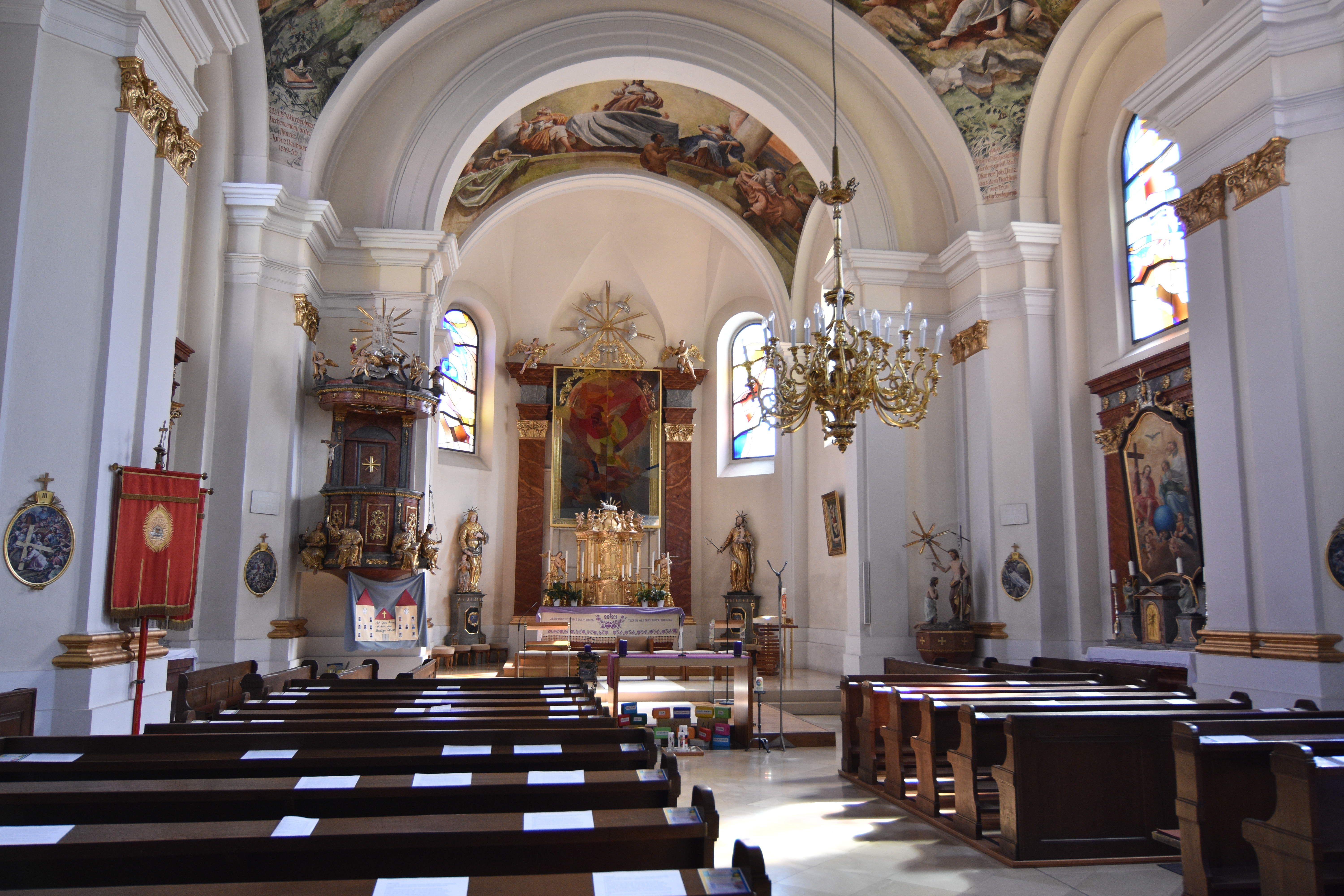
Die Innenansicht der Kirche

Die römisch-katholische Pfarrkirche Großpetersdorf steht in der Gemeinde Großpetersdorf im Bezirk Oberwart im Burgenland. Sie ist dem heiligen Michael geweiht und gehört zum Dekanat Rechnitz in der Diözese Eisenstadt. Die Kirche steht unter Denkmalschutz.

## Geschichte
Die Pfarre ist eine sehr alte Pfarre und Muttergemeinde zahlreicher anderer Gemeinden im Umland. Zeitweise war die Kirche protestantisch. Der mittelalterliche Kirchenbau brannte 1846 ab. Der Neubau wurde 1849/1850 von Baumeister Johann Brenner erbaut. Im Jahr 1959 erfolgte eine Außenrenovierung der Kirche.

## Kirchenbau
Kirchenäußeres
Die Kirche ist eine große klassizistische Saalkirche mit Pilastergliederung. Der eingezogene Chor ist an drei Seiten geschlossen. Über der nordseitigen Giebelfassade erhebt sich ein zweigeschoßiger Turm mit Zwiebelhelm.
Kircheninneres
In der Vorhalle unter dem Turm ist auf der linken Seite eine Hl. Grab-Kapelle mit kulissenartig gerahmtem Tabernakel. Das Langhaus ist dreijochig. Zwischen den Doppelgurtbögen, die auf kräftigen Pilastern ruhen, ist Platzlgewölbe. Die Wandfelder unter Schildbögen sind vertieft. Die dreiachsige Empore hat eine weit vorgewölbte Brüstung. Der breit eingezogene Triumphbogen trennt das Langschiff vom Chor. Im Chorjoch ist Platzlgewölbe, in der Apsis Schalengewölbe mit Stichkappen. Die Wandmalereien an der Decke malte H. A. Brunner im Jahr 1949. Sie zeigen Szenen aus dem Neuen Testament.

## Ausstattung
Die Ausstattung in Formen eines „verspäteten Barocks“ stammt aus der Bauzeit der Kirche. Der Hochaltar aus dem Jahr 1850 weist einen reichgegliederten und vergoldeten Tabernakel mit Putten und Engeln auf. An der Apsiswand hängt das Altarbild in architektonischem Rahmen. Es zeigt den heiligen Michael und stammt von Johann Wilhelm Beyer. Links und rechts des Altarbildes stehen Schnitzfiguren auf Podesten. Auf der linken Seite ist die heilige Anna mit Maria zu sehen, auf der rechten Seite der heilige Josef.
Die Seitenaltäre sind ähnlich wie der Hochaltar aufgebaut. Auf der linken Seite zeigt das Altarbild eine Darstellung der Maria Immaculata, das rechte Seitenaltarbild stellt die Heilige Dreifaltigkeit dar.
An der Kanzel sind vier Sitzfiguren der vier Evangelisten dargestellt. Der Taufstein mit plastischer Figurengruppe wird 1867 erstmals urkundlich erwähnt. In der Sakristei hängt eine Kopie der Schwarzen Madonna von Częstochowska aus dem 19. Jahrhundert. Außerdem befinden sich in der Sakristei Klosterarbeiten mit Medaillons aus Wachs, eine Madonnenstatue und eine Darstellung des heiligen Johannes Nepomuk aus dem 18. Jahrhundert.
Mit den Architekten Pichler & Traupmann und Gustav Schneller wurde 2008 eine abgestimmte Lösung für den Volksaltar gefunden.
Die Orgel aus 2006 wurde von Orgelbau Kögler gebaut und weist 20 Register auf.